# Bahnstrecke Wriezen–Godków
| Die Oderbrücke Bienenwerder ist das größte Kunstbauwerk an der Strecke (2018) |                                                    |                                                                |                                                                |
| |                                                    |                                                                |                                                                |
| Streckennummer: | DB: 6529 Wriezen – Grenze PKP: 411 Grenze – Godków |                                                                |                                                                |
| Kursbuchstrecke: | 110h (1934)                                        |                                                                |                                                                |
| Streckenlänge: | 33,9 km                                            |                                                                |                                                                |
| Spurweite: | 1435 mm (Normalspur)                               |                                                                |                                                                |
| Maximale Neigung: | 10 ‰                                               |                                                                |                                                                |
| Minimaler Radius: | 300 m                                              |                                                                |                                                                |
| |                                                    |                                                                |                                                                |
| \| \| \| von Werneuchen \| \| \| \| \| von Frankfurt (Oder) und von Thöringswerder \| \| \| \| 0,000 \| Wriezen \| Wriezen \| \| \| \| nach Eberswalde \| \| \| \| 0,830 \| Alte Oder \| Alte Oder \| \| \| 2,340 \| \| \| \| \| 3,700 \| Altmädewitz \| Altmädewitz \| \| \| 6,300 \| Altreetz \| Altreetz \| \| \| 8,340 \| Neurüdnitz \| Neurüdnitz \| \| \| 10,800 \| Abzw Nra \| Abzw Nra \| \| \| \| \| \| \| \| 12,260 93,500 \| Oderbrücke Bienenwerder (Oder); Staatsgrenze Deutschland–Polen \| Oderbrücke Bienenwerder (Oder); Staatsgrenze Deutschland–Polen \| \| \| \| \| \| \| \| \| \| \| \| \| 92,340 \| Siekierki (Zäckerick-Alt Rüdnitz) \| Siekierki (Zäckerick-Alt Rüdnitz) \| \| \| 85,215 \| Klępicz (Klemzow) \| Klępicz (Klemzow) \| \| \| 82,445 \| Nowe Objezierze (Groß Wubiser) \| Nowe Objezierze (Groß Wubiser) \| \| \| 79,078 \| Przyjezierze-Moryń (Butterfelde-Mohrin) \| Przyjezierze-Moryń (Butterfelde-Mohrin) \| \| \| \| von Kostrzyn (Küstrin) \| \| \| \| 71,917 \| Godków (Jädickendorf) \| Godków (Jädickendorf) \| \| \| \| nach Szczecin (Stettin) \| \| \| \| \| nach Pyrzyce (Pyritz) \| \| |                                                    |                                                                |                                                                |
| Strecke (außer Betrieb) |                                                    | von Werneuchen                                                 | von Werneuchen                                                 |
| Abzweig ehemals geradeaus und von rechts |                                                    | von Frankfurt (Oder) und von Thöringswerder                    | von Frankfurt (Oder) und von Thöringswerder                    |
| Bahnhof | 0,000                                              | Wriezen                                                        | Wriezen                                                        |
| Abzweig ehemals geradeaus und nach links · Abzweig quer und ehemals von links |                                                    | nach Eberswalde                                                | nach Eberswalde                                                |
| Brücke über Wasserlauf (Strecke außer Betrieb) | 0,830                                              | Alte Oder                                                      | Alte Oder                                                      |
| Abzweig geradeaus und von links (Strecke außer Betrieb) | 2,340                                              |                                                                |                                                                |
| Haltepunkt / Haltestelle (Strecke außer Betrieb) | 3,700                                              | Altmädewitz                                                    | Altmädewitz                                                    |
| Bahnhof (Strecke außer Betrieb) | 6,300                                              | Altreetz                                                       | Altreetz                                                       |
| Bahnhof (Strecke außer Betrieb) | 8,340                                              | Neurüdnitz                                                     | Neurüdnitz                                                     |
| Strecke von links (außer Betrieb) · Abzweig geradeaus und nach rechts (Strecke außer Betrieb) | 10,800                                             | Abzw Nra                                                       | Abzw Nra                                                       |
| |                                                    |                                                                |                                                                |
| Grenze auf Brücke über Wasserlauf (Strecke außer Betrieb) | 12,260 93,500                                      | Oderbrücke Bienenwerder (Oder); Staatsgrenze Deutschland–Polen | Oderbrücke Bienenwerder (Oder); Staatsgrenze Deutschland–Polen |
| |                                                    |                                                                |                                                                |
| Strecke nach links (außer Betrieb) · Abzweig geradeaus und von rechts (Strecke außer Betrieb) |                                                    |                                                                |                                                                |
| Bahnhof (Strecke außer Betrieb) | 92,340                                             | Siekierki (Zäckerick-Alt Rüdnitz)                              | Siekierki (Zäckerick-Alt Rüdnitz)                              |
| Bahnhof (Strecke außer Betrieb) | 85,215                                             | Klępicz (Klemzow)                                              | Klępicz (Klemzow)                                              |
| Bahnhof (Strecke außer Betrieb) | 82,445                                             | Nowe Objezierze (Groß Wubiser)                                 | Nowe Objezierze (Groß Wubiser)                                 |
| Bahnhof (Strecke außer Betrieb) | 79,078                                             | Przyjezierze-Moryń (Butterfelde-Mohrin)                        | Przyjezierze-Moryń (Butterfelde-Mohrin)                        |
| Abzweig ehemals geradeaus und von rechts |                                                    | von Kostrzyn (Küstrin)                                         | von Kostrzyn (Küstrin)                                         |
| Bahnhof | 71,917                                             | Godków (Jädickendorf)                                          | Godków (Jädickendorf)                                          |
| Abzweig ehemals geradeaus und nach links |                                                    | nach Szczecin (Stettin)                                        | nach Szczecin (Stettin)                                        |
| Strecke (außer Betrieb) |                                                    | nach Pyrzyce (Pyritz)                                          | nach Pyrzyce (Pyritz)                                          |

Die Bahnstrecke Wriezen–Godków – bis 1945 Bahnstrecke Wriezen–Jädickendorf – ist eine stillgelegte und teilweise abgebaute Nebenbahn in Brandenburg und der polnischen Woiwodschaft Westpommern. Die 1892 eröffnete Strecke diente anfangs als Meliorationsbahn und war nach der Eröffnung der Wriezener Bahn Teil einer direkten Schienenverbindung zwischen Berlin und Königsberg (Neumark). Im Zweiten Weltkrieg wurde die Brücke über die Oder gesprengt und der auf deutscher Seite verbliebene Streckenabschnitt demontiert. Aus militärischen Gründen war die Bahn ab 1957 wieder durchgehend befahrbar, ein grenzüberschreitender Verkehr fand jedoch nicht statt. Die Deutsche Reichsbahn stellte den Verkehr auf dem deutschen Abschnitt im Dezember 1982, die Polskie Koleje Państwowe auf dem polnischen Abschnitt 1991 ein. Die Strecke wurde später stillgelegt und abgebaut, die Trasse dient heute teilweise als Radweg.

## Verlauf
Die Strecke verließ den Bahnhof Wriezen in nordöstlicher Richtung. Sie überquerte zunächst den Bliesdorfer Kanal, durchschnitt den linken Hauptdeich und passierte kurz darauf die Alte Oder. Etwa 1,2 Kilometer weiter durchschnitt die Strecke die Krone des rechten Hauptdeichs und verlief weiter fast geradlinig durch das Oderbruch. Der Haltepunkt Alt-Mädewitz wurde bei Kilometer 3,8 erreicht, der Bahnhof Alt-Reetz bei Kilometer 6,5. Ab Alt-Reetz folgte die Strecke auf 3,3 Kilometer dem Hauptentwässerungsgraben, passierte den 1897 eröffneten Bahnhof Neu-Rüdnitz und lief dann nach Osten auf die Deichkrone der Neuen Oder zu. Nach der Strombrücke über den etwa 200 Meter breiten Oderstrom folgt eine weitere Flutbrücke. Beide Brücken sind über einen 150 Meter langen Damm miteinander verbunden. Hinter der Flutbrücke schloss sich der Bahnhof Zäckerick-Alt-Rüdnitz (nach 1945: Siekierki) an. Die Strecke folgte auf der rechten Oderseite dem Eichhorntal und stieg den Krümmungen des Tals folgend auf die Hochflächen der Neumark. In einem weiten Bogen wurde der Bahnhof Klemzow (ab 1947: Klępicz) erreicht. Bei dem nächsten Bahnhof Butterfelde-Mohrin (nach 1945: Przyjezierze-Moryń) erreichte die Strecke mit 70 Meter über Normalnull ihren Scheitelpunkt. Vor Jädickendorf (nach 1945: Godków) fädelte die Strecke in einer 820 Meter weiten Kurve in die Hauptstrecke Breslau–Stettin (Wrocław–Szczecin) ein.

## Geschichte

### Vorgeschichte
Die beiden Endpunkte der Bahn, Wriezen und Jädickendorf, waren 1866 beziehungsweise 1876 an das Eisenbahnnetz angeschlossen worden. Der Bahnhof Wriezen war Endpunkt einer Zweigbahn der Berlin-Stettiner Eisenbahn-Gesellschaft aus Neustadt-Eberswalde, die 1876/77 nach Frankfurt (Oder) verlängert wurde. Durch Jädickendorf führte die Bahnstrecke Breslau–Stettin der Breslau-Schweidnitz-Freiburger Eisenbahn-Gesellschaft.
Zwischen 1863 und 1866 gab es erste Pläne für eine Eisenbahnstrecke von Berlin in die Neumark. Ein Komitee aus dem Kreis Königsberg Nm. legte in diesem Zeitraum Vorarbeiten für eine Bahnstrecke von der preußischen Hauptstadt über Freienwalde und Königsberg (Neumark) nach Stargard vor. Das preußische Handelsministerium verwarf diese aus finanziellen Gründen wieder. Der Landrat des Kreises Oberbarnim Haeseler bemühte sich 1871, unter Berufung auf seine Erfahrungen beim Bau der Zweigbahn nach Wriezen, erneut um das Projekt einer Verbindung nach Berlin. Das Handelsministerium war weiterhin skeptisch, da man dort bezweifelte, dass für die Strecke Berlin–Stargard eine finanziell sichere Gesellschaft ins Leben gerufen werden könne. Dem Komitee legte es außerdem nahe, eine Streckenführung über Wriezen zu wählen, um das bergige Terrain bei Freienwalde zu umgehen. Im einsetzenden Gründerboom gab es ferner ähnliche Vorschläge seitens der Berlin-Stettiner und der Breslau-Schweidnitz-Freiburger Eisenbahn-Gesellschaft. Unter Führung des Wriezener Bürgermeisters Mahler bildete sich 1873 ein Eisenbahn-Komitee, das im Folgejahr Entwürfe für eine Eisenbahnstrecke von Berlin über Wriezen und Neu Wedel nach Konitz vorlegte. Gleichzeitig beauftragte das preußische Handelsministerium unter Minister Achenbach die Königliche Direktion der Ostbahn in Bromberg mit Vorarbeiten für eine Strecke von Berlin über Wriezen und Pyritz nach Stargard. Die Vorhaben kamen nach dem Gründerkrach und der einsetzenden Rezession Mitte der 1870er Jahre zum Erliegen.
Der Königsberger Landrat von Gerlach richtete 1883 eine Immediat-Vorstellung an den Deutschen Kaiser und Preußischen König Wilhelm I., um den Bau einer festen Oderbrücke im Bereich des Oderbruchs zu ermöglichen. Bis 1787 und 1806 bestanden bei Hohenwutzen und Zäckerick feste Übergänge. Wilhelm erließ am 12. Oktober 1883 Allerhöchste Kabinettsorder an den Minister der öffentlichen Arbeiten Maybach, die Herstellung einer festen Brücke über die Oder für den Landverkehr zu verfolgen. Die Brücke sollte gleichzeitig die beiderseits der Oder gelegenen Eisenbahnstrecken miteinander verbinden. Die beiden privaten Eisenbahn-Gesellschaften wurden Anfang der 1880er Jahre verstaatlicht.
Das Ministerium beauftragte die Königliche Eisenbahn-Direktion (KED) Berlin mit den Vorarbeiten. Uneinigkeiten bestanden noch hinsichtlich der Lage des Oderübergangs und Teilen des Streckenverlaufs. Der Königsberger Landrat favorisierte eine Brücke in Höhe der Ortslage Alt Rüdnitz, die KED Berlin einen Übergang zweieinhalb Kilometer stromabwärts. Mehrere Gemeinden des mittleren Oderbruchs forderten eine Brücke zwischen Güstebiese und Bärwalde. Die Magistrate von Freienwalde und Oderberg wünschten eine Streckenführung von Freienwalde über Zehden mit einer Oderbrücke bei Hohenwutzen und wollten hierfür die Zustimmung von Reichskanzler Bismarck gewinnen. Die Stadt Wriezen umging in dieser Diskussion die Interessen des eigenen Kreises und stellte 40.000 Mark zur Verfügung. Am 19. April 1886 verabschiedete der Preußische Landtag das Eisenbahnanleihe-Gesetz, das unter anderem den Bau der Nebenbahn von Wriezen nach Jädickendorf vorsah. Im Februar 1887 revidierte der Oberbarnimer Kreistag seine Haltung und bestätigte die kostenfreie Übertragung von Grund und Boden an den Fiskus. Er dankte zudem der Stadt Wriezen zur Gewährung der 40.000 Mark. Der Kreis Königsberg Nm. unterstützte das Vorhaben mit weiteren 300.000 Mark. Hinsichtlich der Oderbrücke konnte sich die Variante der KED Berlin durchsetzen, da diese gegenüber der ortsnahen Variante mit geringerem Aufwand zu erstellen und weniger gefährdet bei Eisgang war. Der Kreis forderte daher den Bau einer separaten Brücke für den Landverkehr. Minister Maybach verlangte hierfür eine Beteiligung des Kreises in Höhe von 600.000 Mark. Später reduzierte der Minister die Forderung auf 100.000 Mark, um die Eisenbahnbrücke zu bestimmten Tageszeiten für den Fuhrwerkverkehr freizugeben. Der Kreis verwies auf seine bereits geleistete Unterstützung von 300.000 Mark. Beide Seiten einigten sich letzten Endes auf eine Beihilfe des Kreises für den Brückenbau in Höhe von 42.000 Mark.

### Bau und Eröffnung

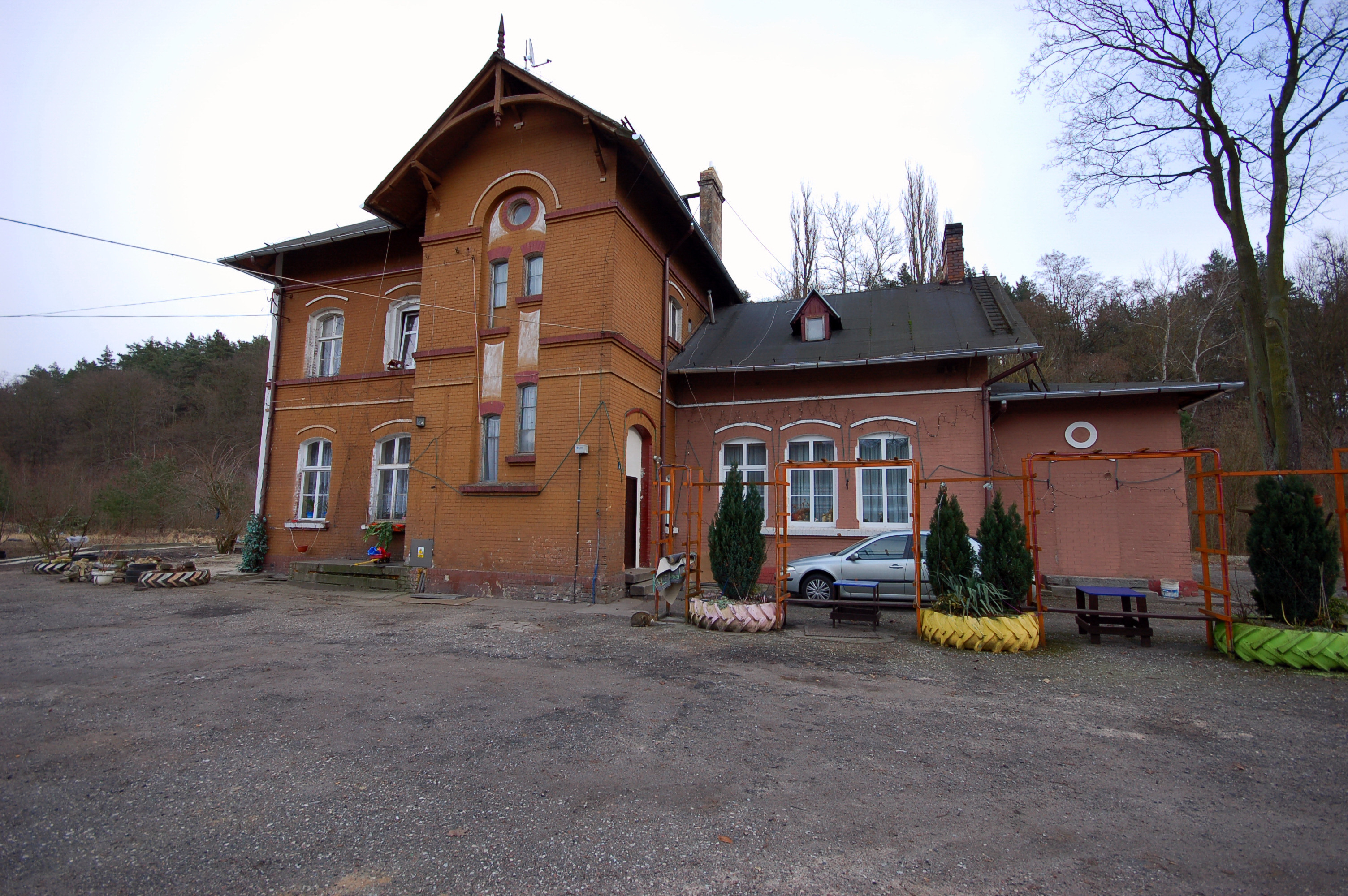
Ehemaliges Empfangsgebäude des Bahnhofs Siekierki, ehemals Zäckerick-Alt-Rüdnitz (2011)

Die KED Berlin begann 1887 mit den Vorarbeiten zum Bau der Strecke. Neben den beiden Endbahnhöfen waren links der Oder die Bahnhöfe Alt-Mädewitz und Alt Reetz, auf der rechten Oderseite die Bahnhöfe Zäckerick-Alt-Rüdnitz, Klemzow und Butterfelde-Mohrin vorgesehen. Auf Verlangen des preußischen Kriegsministeriums musste die Strecke den Verkehr von Militärzügen in zweistündiger Folge in beiden Richtungen ermöglichen. Zur Kostenminimierung waren die Neigungen auf 1:100 und die kleinsten Bogenradien auf 300 Meter zu begrenzen. Die Bahnhöfe Wriezen, Zäckerick-Alt-Rüdnitz und Jädickendorf erhielten Wasserstationen. Da vorerst kein durchgehender Verkehr nach Königsberg vorgesehen war, musste der Bahnhof Jädickendorf zudem so umgebaut werden, dass dort Züge enden konnten. Von den 4.045.000 Mark, die für den Bau veranschlagt waren, wurden 1.280.000 Mark für den Bau der Oderbrücken aufgewendet. 42,9 Kilometer Gleise wurden bei 33,9 Kilometern Streckenlänge verlegt. 455.000 Kubikmeter Erde mussten für den Bau bewegt werden. Der Bau der Oderbrücke bei Zäckerick begann im Mai 1890. Die Konstruktion bestand aus einer westlichen Strombrücke und einer östlichen Flutbrücke, die über einen 113 Meter langen Damm miteinander verbunden waren. Die Stützweiten der insgesamt 319 Meter langen Strombrücke betrugen 34 + 61 + 61 + 61 + 34 + 34 + 34 Meter, die der 306 Meter langen Flutbrücke neunmal 34 Meter. Die eisernen Überbauten hatten die Form von Halbparabelträgern. Da es in der Nähe keine weiteren Brücken über die Oder gab, wurde sie so gebaut, dass sie auch als Straßenbrücke genutzt werden konnte.
Am 20. Dezember 1892 ging die Strecke feierlich in Betrieb, 1893 wurden die Haltepunkte Alt-Mädewitz und Groß-Wubiser zu Haltestellen erweitert und für den Güterverkehr freigegeben. Die Haltestelle Alt Reetz galt als Musterprojekt der Bahnhofsanlagen der Strecke. Sie erhielt neben dem Hauptgleis und Kreuzungsgleis ein Ladegleis für den Schuppen-, Freilade- und Viehverkehr ein Stumpfgleis mit Kopfseitenrampe und ein Aufstellgleis für abgefertigte Wagen. Das Empfangsgebäude erhielt neben dem Dienstraum für die Eisenbahner auch einen für den Postdienst. Aus Rücksicht auf die vergleichsweise wohlhabende Bevölkerung waren jeweils einen Warteraum II. und III. Klasse. Die Gepäckabfertigung erfolgte im Güterschuppen. Auf allen Bahnhöfen waren Dienstwohnungen für je einen Weichensteller und Streckenwärter vorhanden. Mit der Neuordnung der Eisenbahndirektionen in Preußen fiel die Strecke zum 1. April 1895 in den Zuständigkeitsbereich der KED Stettin.

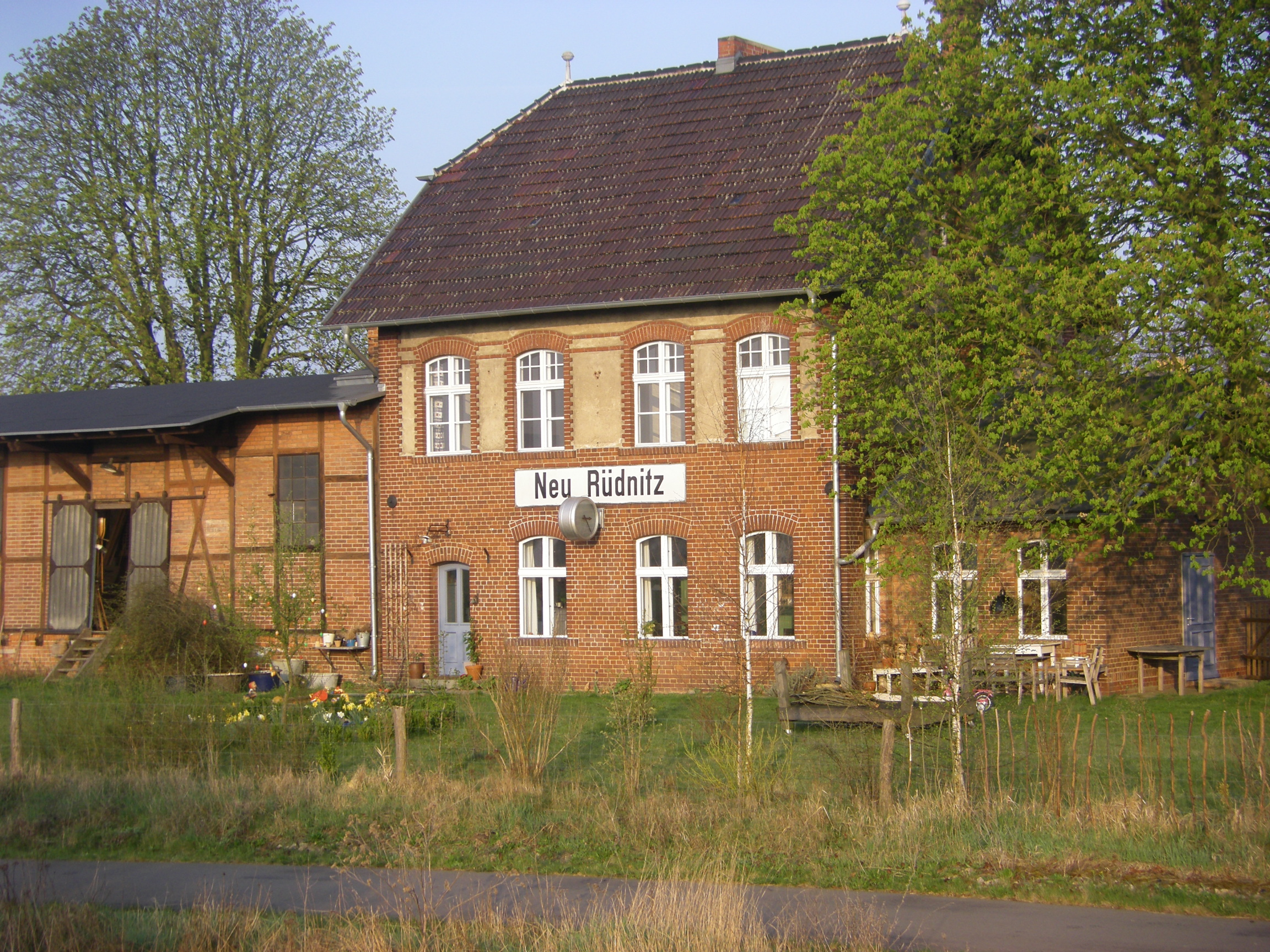
Ehemaliges Empfangsgebäude des Bahnhofs Neurüdnitz (2009)

Fünf Jahre nach Inbetriebnahme ging in Kilometer 8,34 der Bahnhof Neu Rüdnitz in Betrieb. Der Bau war auf Veranlassung der gleichnamigen Gemeinde zustande gekommen, nachdem diese einen unverzinslichen und nicht rückzahlbaren Baukostenzuschuss von 10.000 Mark zahlte. Er wurde in gleicher Anordnung wie die Haltestelle Alt Reetz angelegt. Die Staatsbahn rechnete für die Strecke mit einem Frachtaufkommen von rund 6500 Wagenladungen im Versand und 3000 Tonnen im Eingang sowie zusätzlich 1500 Wagenladungen im Viehverkehr. Ab dem 15. Oktober 1898 bestand die direkte Fortführung der Bahn über Werneuchen nach Lichtenberg-Friedrichsfelde bei Berlin. In der Gegenrichtung ging am 8. Januar 1899 die Strecke Pyritz–Jädickendorf in Betrieb, womit eine durchgehende Direktverbindung zwischen Berlin und Stargard bestand.

### Entwicklung bis zum Zweiten Weltkrieg

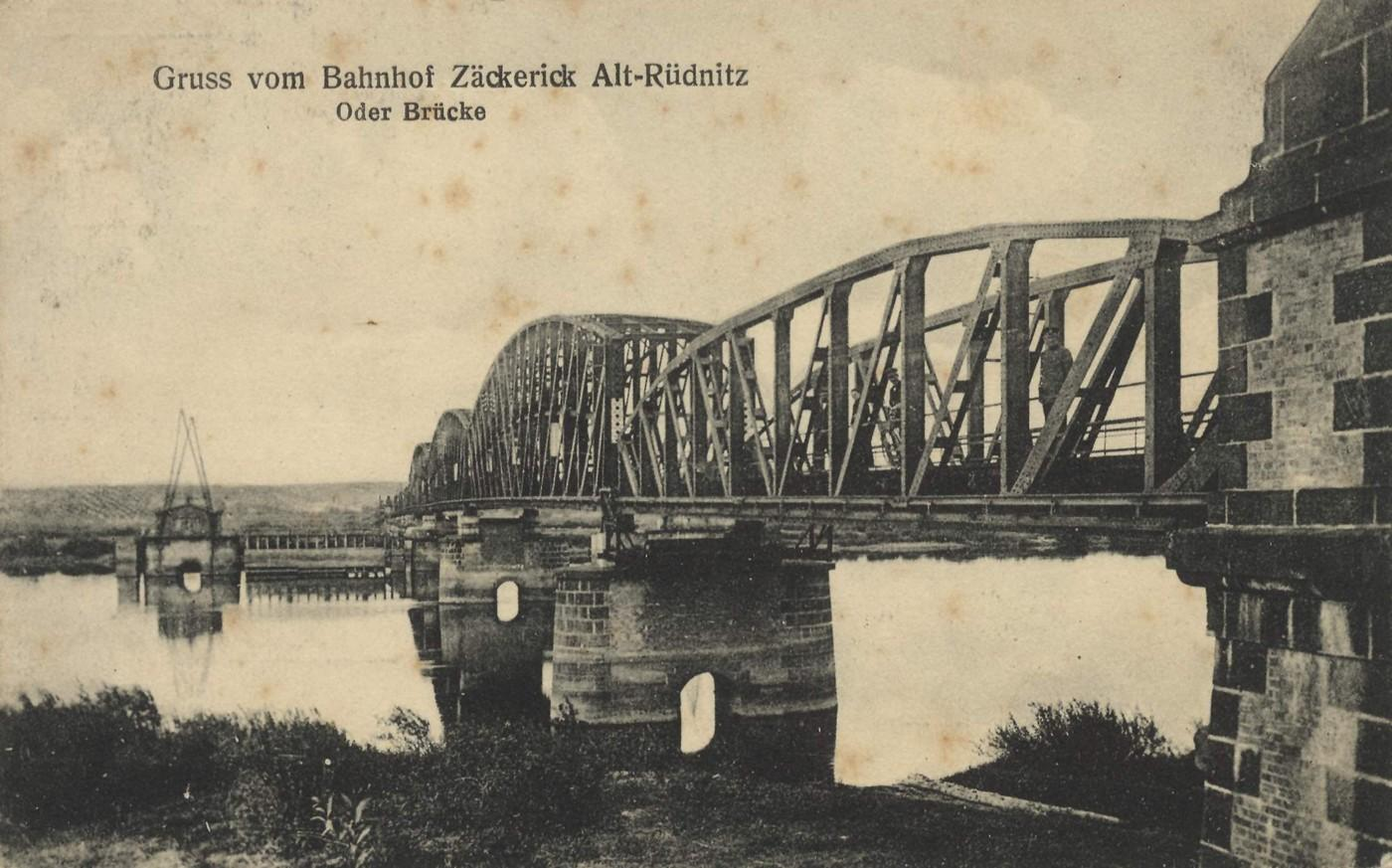
Oderbrücke bei Zäckerick-Alt-Rüdnitz (1910er Jahre)

Die Oderbrücke bei Zäckerick war zunächst nur zu bestimmten Tageszeiten für den Fuhrwerk- und Fußgängerverkehr geöffnet. Hinzu kam ein Brückenzoll, der für Fuhrwerke 20 Pfennig, für Großtiere (Pferde, Rinder, Maultiere und Esel) zehn Pfennig und für Fußgänger und Kleintiere fünf Pfennig betrug. Der Königsberger Landrat von Saldern sah durch die finanzielle Beteiligung des Kreises am Brückenbau diese Einschränkung als hinfällig an. Er wurde, nachdem er sich die Überfahrt bei seinen Fahrten durch den Landkreis erzwang, zu einer Strafe von zehn Mark verurteilt. Gleiches widerfuhr dem Kreisfeuersozietätsdirektor, der zu einer Brandstelle eilen wollte. Der Brückenwärter empfahl ihm, eine anderthalb Meilen flussabwärts gelegene Fähre zum Übersetzen zu nutzen. Der Königsberger Abgeordnete von Dobeneck griff angesichts dieser Vorkommnisse den Minister der öffentlichen Arbeiten von Thielen harsch an und drohte mit einer Petition zum Bau einer separaten Oderbrücke für den Landverkehr mit staatlicher Unterstützung. Minister von Thielen veranlasste daraufhin die KED Stettin, an den Brückenauffahrten Signale aufzustellen, die den Fuhrwerken Fahrt signalisieren sollten. Ab dem 1. Januar 1896 war die Brücke zwischen sieben Uhr morgens und acht Uhr abends für den allgemeinen Verkehr freigegeben, mit Ausnahme der dem Eisenbahnverkehr reservierten Stunden.
Bereits 1910 musste die Oderbrücke um 1,60 Meter angehoben und die Lager verstärkt werden, damit schwerere Züge und größere Schiffe passieren konnten. Im Jahr 1919 beabsichtigte die Preußische Staatsbahn die Verbindung Wriezen–Jädickendorf–Stargard für den Kohleverkehr aus Oberschlesien nach Ostpreußen auszubauen. Hierfür sollten die Bahnhöfe Klemzow und Butterfelde-Mohrin mit Einfahrsignalen ausgestattet werden. Das zwei Millionen Mark teure Vorhaben wurde nach Abschluss eines Transitabkommens mit den Polnischen Staatsbahnen nicht weiter verfolgt. Das Reichsverkehrsministerium verwies dennoch darauf, dass der für einen möglichen Ausbau benötigte Grund und Boden nicht anderweitig in Anspruch genommen werden sollte. Die Hauptverwaltung der Deutschen Reichsbahn-Gesellschaft entschloss sich 1929 zum Neubau einer Oderbrücke oberhalb des bestehenden Bauwerks. Dieses genügte den 1925 aufgestellten Lastenzügen nicht mehr, eine Ertüchtigung wäre zudem fast genauso teuer gewesen wie der Neubau. Die Überbauten der neuen Brücke bestanden aus parallelgurtigen Fachwerkträgern. Der größte Überbau hatte eine Stützweite von 128 Metern. Auffallend war die für Brücken ungewöhnliche tomatenrote Lackierung. Die alte Brücke diente fortan nur noch als Straßenbrücke.
Mitte der 1930er Jahre errichtete der Reichsarbeitsdienst bei Butterfelde eine Ausweichrollbahn für den Festungsflugplatz Küstrin. Der Bahnhof Butterfelde-Mohrin wurde Zeitzeugenberichten zufolge in diesem Zusammenhang umfangreich erweitert. In der Endphase des Zweiten Weltkrieges fuhr am 30. Januar 1945 der vorerst letzte Zug über die Oderbrücke. Einen Tag darauf drangen sowjetische Panzer im Zuge der Weichsel-Oder-Operation entlang der Strecke bis in das Oderbruch vor, wenige Tage darauf gelang den Truppen der Übergang über den vereisten Fluss. Etwa zu dieser Zeit, noch vor dem Rückzug der deutschen Truppen vom rechten Oderufer, wurde die Oderbrücke gesprengt. Die Detonation erfolgte wohl aus Versehen, Zeitzeugen berichteten von Tieffliegern, die die an den Pfeilern angebrachten Sprengsätze beschossen. Der Streckenteil auf dem linken Oderufer zwischen Wriezen und Neurüdnitz diente in den nächsten Tagen noch als Nachschublinie. Beim Vormarsch auf Wriezen Anfang April 1945 wurden Stadt und Strecke schwer beschädigt und die bis dahin noch intakte Straßenbrücke gesprengt. Die Empfangsgebäude von Altreetz und Altmädewitz wurden zerstört. Das Wriezener Empfangsgebäude und Teile des Lokschuppens brannten aus, Artilleriebeschuss beschädigte weitere Teile des Bahnhofs.

### Demontage und Wiederaufbau
Nach Kriegsende kam der Streckenabschnitt rechts der Oder infolge der neuen Grenzziehung zur Volksrepublik Polen. Die ersten Namen in polnischer Sprache unterschieden sich teils stark von den später offiziellen Bahnhofsnamen. Der Bahnhof Klemzow erhielt so zunächst den Namen Klemczów und am 16. Juli 1947 die Bezeichnung Klępicz. Groß Wubiser hieß ab 1945 Objezierze Wielkie und ab 1947 Nowe Objezierze. Den auf deutscher Seite verbliebenen Abschnitt demontierte man Ende 1945 zu Reparationszwecken. Die Trasse diente Hamsterern als Fußweg. Sowjetische Pioniereinheiten beseitigten im Sommer 1945 die Überreste der beiden Oderbrücken, die Eisenbahn-Vorflutbrücke auf polnischer Seite blieb erhalten. Die Polnische Staatsbahn (PKP) übernahm die Betriebsführung auf dem Abschnitt von Godków (ehemals Jädickendorf) bis Siekierki (ehemals Zäckerick-Alt-Rüdnitz).

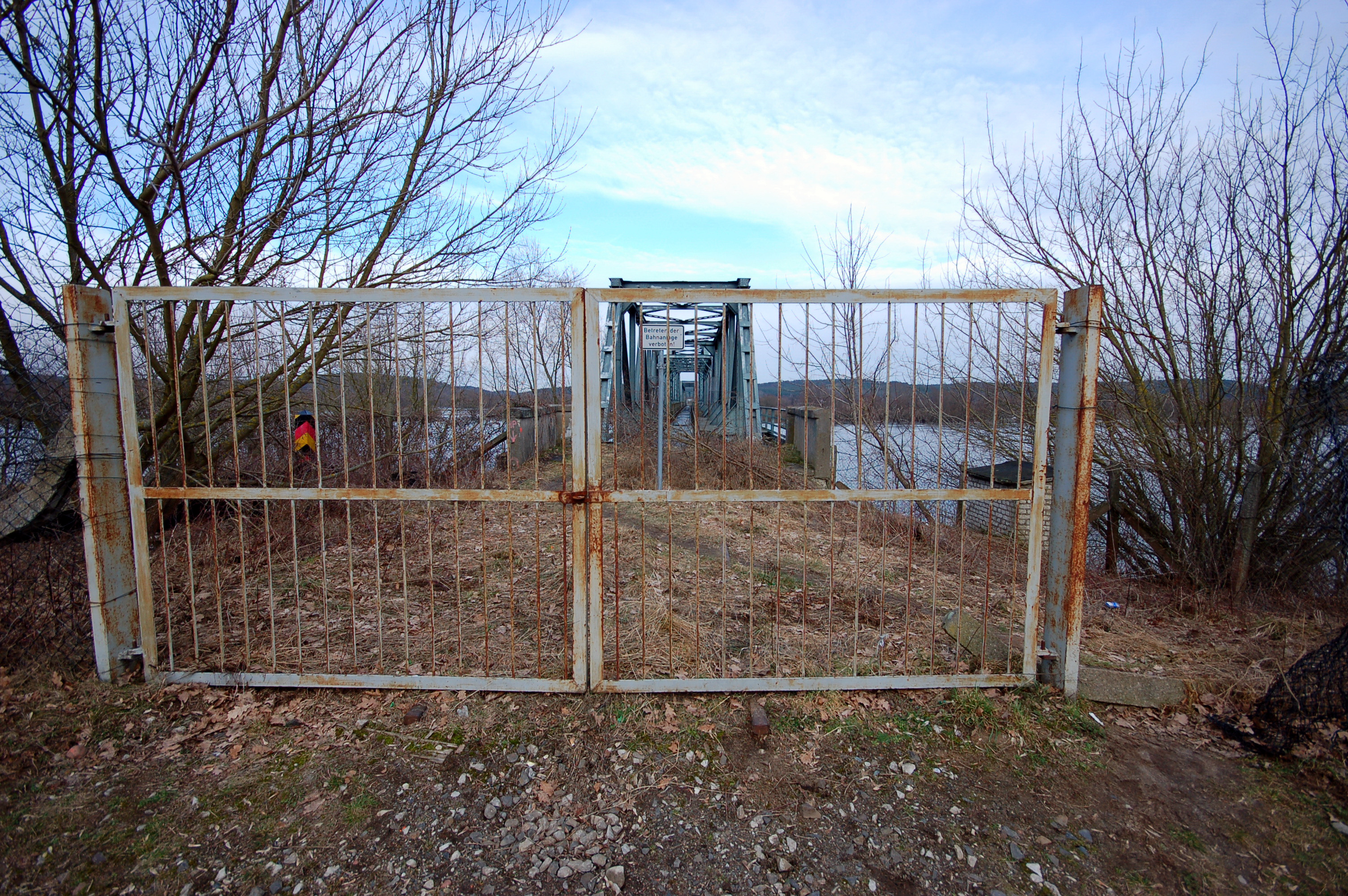
Oderbrücke bei Neurüdnitz, der Zugang war mit einem Eisentor versperrt (2011)

Anfang der 1950er Jahre begann die Deutsche Reichsbahn mit dem Wiederaufbau der Eisenbahnbrücke. Etwa zeitgleich erfolgte auch der Neubau einer Straßenbrücke bei Hohenwutzen. Die Brücken sollten im Falle einer militärischen Konfrontation der Sowjetunion beziehungsweise der Warschauer Vertragsstaaten mit der NATO als Nachschublinien dienen. Für den Wiederaufbau mussten gebrauchte Überbauten aus der Reichsbahndirektion Halle, aus Frankfurt (Oder) sowie von der Bornholmer Straße in Berlin verwendet werden, ein Pfeiler musste neu gegründet werden. Die Belastung des Brückenzuges wurde am 28. Juni 1955 erprobt. Bereits zum 1. Januar 1955 wechselte die Strecke von der Rbd Greifswald zur Rbd Berlin. Nach der Fertigstellung begann der Wiederaufbau der Strecke zwischen Wriezen und der Oderbrücke. Am 15. Oktober 1957 ging die Strecke in Betrieb, gleichzeitig wurde die grenzüberschreitende Verbindung Neu Rüdnitz – Siekierki für den grenzüberschreitenden Bedarfs-Güterverkehr freigegeben. Die Höchstgeschwindigkeit war auf 40 km/h beschränkt, nach der Einführung des vereinfachten Nebenbahndienstes 1959 waren 50 km/h zugelassen.
Die Betriebsstellen Altmädewitz und Altreetz gingen als Haltestellen mit einseitig angeschlossenen Ladestraßengleisen wieder in Betrieb. Der ebenfalls wieder in Betrieb genommene Bahnhof Neu Rüdnitz (seit den 1970ern: Neurüdnitz) erhielt neben dem durchgehenden Hauptgleis zwei Ausweich- und Überholgleise mit über 730 Meter Nutzlänge sowie ein 290 Meter langes Ladestraßengleis. Der Bahnhof verfügte zudem über zwei mechanische Stellwerke der Bauart Einheit mit Bahnhofsblock sowie Ein- und Ausfahrsignale. Die für den örtlichen Verkehr überdimensionierten Anlagen hatten militärstrategische Gründe. Da die sicherungstechnischen Anlagen auf Grund der niedrigen Streckenauslastung nur geringfügig genutzt wurden, waren diese schnell unbrauchbar und dem Vandalismus preisgegeben. Die Reichsbahn ließ daher die Ausfahrsignale abbauen und richtete Handweichen ein.
Zum 1. Februar 1965 stellte die Reichsbahn den Güterverkehr auf der Strecke wieder ein, Hinweise auf den grenzüberschreitenden Verkehr tauchten seit 1968 nicht mehr auf, eine Einstellung fand vermutlich spätestens 1972 statt. Für Militärzüge war der Grenzübergang hingegen weiter geöffnet. Als Grenzbahnhöfe waren hierbei Neurüdnitz und Klępicz (ehemals Klemzow), als gemeinsamer Übergabebahnhof Wriezen vorgesehen. Die Instandhaltungsgrenze der Reichsbahn war der erste Schienenstoß auf polnischem Gebiet (km 93,580). Für den Sicherungsdienst befand sich die Unterhaltungsgrenze an der Staatsgrenze (km 12,260 / km 93,500). Beide Seiten vereinbarten jährlich zwei Probefahrten mit maximal zwei Reisezugwagen über den Grenzübergang. In der Regel wurden je ein Salonwagen der DR und der PKP verwendet, die Triebfahrzeuggestellung erfolgte je nach Ausgangspunkt der Fahrt.

### „Objekt 83“
Im Jahr 1976 wies der Stellvertreter des Generaldirektors der Deutschen Reichsbahn die Rbd Berlin an, an der neu zu errichtenden Abzweigstelle Nra im Kilometer 10,895 ein etwa 1,3 Kilometer langes Gleis zum Oderdeich vorzustrecken. Das Gleis sollte „ausschließlich zur Erhöhung der Verteidigungsbereitschaft unserer Republik“ dienen. Auf polnischer Seite waren analoge Maßnahmen ausgehend vom Bahnhof Siekierki vorgesehen. Beide Gleise sollten im Bedarfsfall mit einer Pontonbrücke verbunden und so die Kapazität der Oderbrücke erhöht werden. Alternativ sollte die Strecke bei einer Zerstörung der Oderbrücke weiterhin nutzbar sein. Das der Verordnung über die Lieferungen und Leistungen an die bewaffneten Organe (LVO) unterstehende Vorhaben erhielt die interne Bezeichnung „Objekt 83“. Das auf deutscher Seite gelegene Gleis sollte sich bei Kilometer 0,9 in eine Hochwasser- und eine Niedrigwasservariante aufzweigen. Der schwierige Baugrund im Odervorland erforderte einen umfangreichen Massenaustausch zur Stabilisierung des Bahndammes. Aus Wriezen mussten 220.000 Kubikmeter Kies für die schwimmende Dammgründung herangefahren werden. Die immensen Kosten zwangen die Behörden schließlich dazu, die Niedrigwasservariante um vier Meter abzusenken und die Hochwasservariante ganz fallen zu lassen. Dennoch entstanden Kosten in Höhe von 9,4 Millionen Mark. Das Gleis erhielt Schienen der Bauform S 49 und Holzschwellen in Schotterbettung. Die maximale Neigung betrug 12,5 Promille, der kleinste Radius betrug 250 Meter.
Bei Kilometer 1,290 endete das Gleis in einer rund 30 Meter langen Deichscharte, die mit einem etwa fünf Meter hohen Deichtor abgeschlossen wurde. Dahinter befanden sich – beim Einsatz der Brücke – eine Vorlandbrücke und ein Übergangsteil zum Uferprahm. Diese sollten den Wechsel des Wasserstandes ausgleichen und die zulässige Neigung in Grenzen halten. Die eigentliche Brücke bestand aus mehreren Fähren, die in ihre Achse eingeschwommen, oberstromseitig verankert und miteinander verbunden wurden. Die große Länge der Fähren erlaubte es, neben dem Eisenbahnbrückenband auch ein Straßenbrückenband anzulegen, womit eine kombinierte Eisenbahn- und Straßenbrücke entstand. Da sich für die Unterhaltung der Deichscharte keine wasserwirtschaftliche Stelle bereit erklärte, musste die Reichsbahn hierfür notgedrungen die Brückenmeisterei Berlin Ostkreuz beauftragen.
Auf polnischer Seite begannen die Arbeiten an dem 900 Meter langen Zuführungsgleis im Herbst 1977. Wie auf deutscher Seite fand ein umfangreicher Massenaustausch statt, wofür Kies aus Chojna herangefahren werden musste. Während der Frühjahrhochwassers 1978 kam es am 1. April zu einem Unglück, als ein Kieszug das Baugleis befuhr. Die durchtränkte Böschung trat unter dem Gleis hervor und brachte zehn Wagen zum Fall. Der schwache Baugrund verhinderte den Einsatz von Kränen zur Bergung, sodass die Wagen mit Planierraupen geborgen werden mussten. Der Damm brach beim Hochwasser auf einer Länge von rund 200 Metern ein. Nach der Wiederaufnahme der Arbeiten wurde die Uferseite des Dammes mit Spannbetonschwellen verstärkt.
Im September 1979 waren die Arbeiten auf polnischer Seite beendet. Im Rahmen des gemeinsamen Manövers „Barriere 79“ bauten daraufhin Einheiten der Nationalen Volksarmee, der Polnischen Volksarmee und der Sowjetarmee die Brücke auf. Die Bauzeit der Pontonbrücke betrug 68 Stunden. Den fertigen Übergang befuhren neben Kraftfahrzeuge auch mehrere mit polnischen und deutschen Lokomotiven bespannte Züge. Obwohl entlang der Oder-Neiße-Grenze weitere militärische Übergänge dieser Art vorbereitet wurden, war die bei Siekierki errichtete Pontonbrücke die einzige jemals genutzte. Sie wurde nach Ende des Manövers abgebaut und die Brückenteile auf polnischer Seite bei Siekierki eingelagert. Die Anlage soll 1986 nicht mehr betriebsbereit gewesen sein. Die Deichscharte wurde nach der Wende im Zuge der Deichverstärkung zugeschüttet.
Ebenfalls im Jahr 1979 wurde die Reichsbahn mit dem Bau einer nordöstlichen Verbindungskurve zwischen Kilometer 2,340 der Strecke Wriezen–Neurüdnitz und Kilometer 72,110 der Strecke Eberswalde–Frankfurt (Oder) beauftragt. Diese sollte eine Umgehung des Bahnhofs Wriezen für Militärzüge ermöglichen. Ihr Bau sollte von 1982 bis 1984 erfolgen. Das Vorhaben wurde 1981 fallengelassen und stattdessen Gleis 2 im Bahnhof Wriezen an die Strecke nach Neurüdnitz angebunden. Da die vorgezogene Einfahrweiche nicht an das Stellwerk angeschlossen und keine Fahrstraße vorgesehen war, war die Maßnahme im Regelbetrieb ohne Nutzen.

### Stilllegung und weitere Nutzung

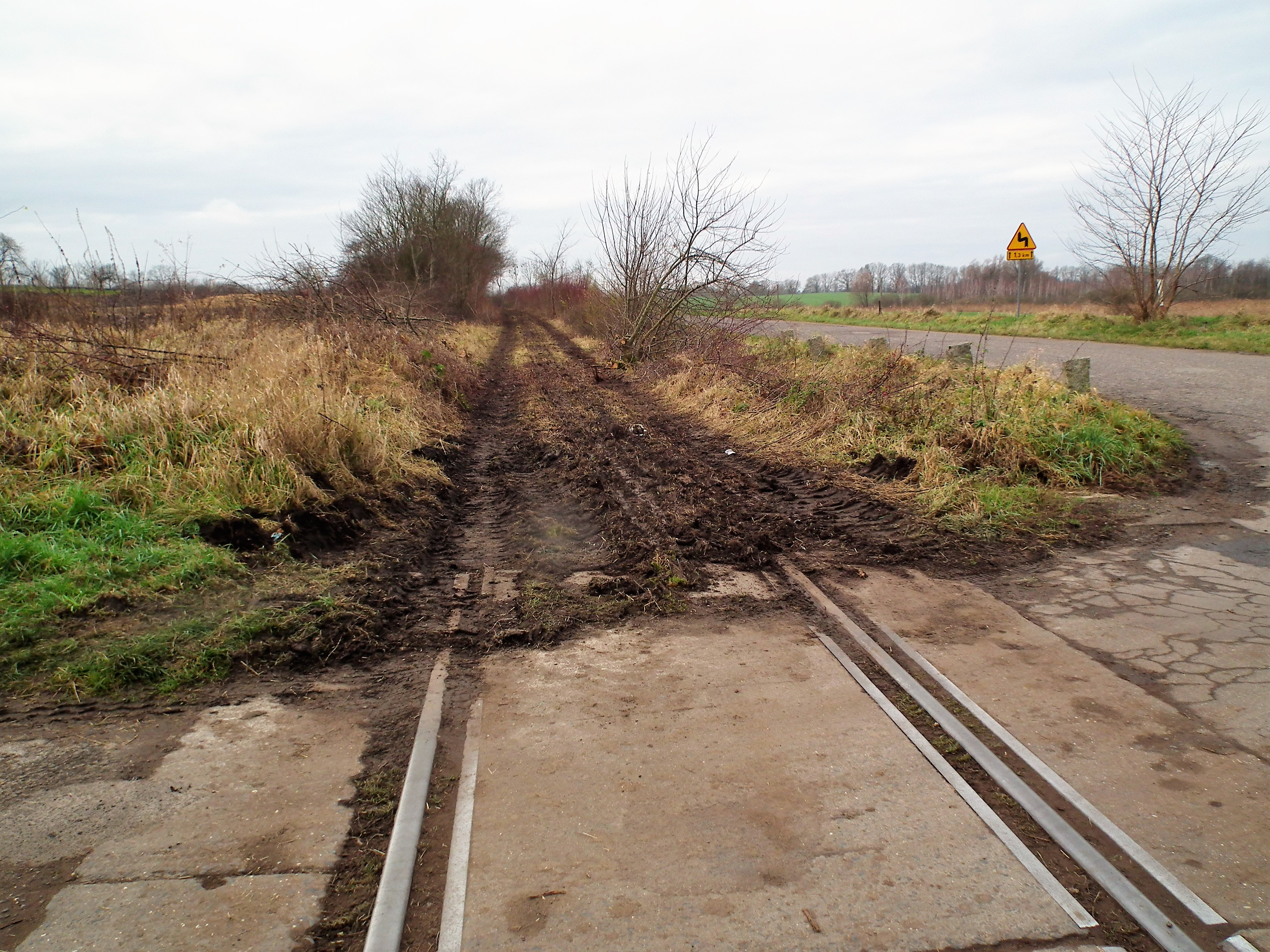
Ehemaliger Streckenverlauf bei Nowe Objezierze, ehemals Groß Wubiser (2017)

Zum 1. Februar 1982 stellte die Deutsche Reichsbahn den Personenverkehr zwischen Wriezen und Neurüdnitz wegen zu geringer Auslastung ein. Die Strecke wie auch das Gleis zum Oderdeich dienten in den Folgejahren zum Abstellen von Schadwagen. Im Jahr 1985 veranlasste die Berliner Eisenbahntransportkommandantur den Bau einer Behelfsrampe für Militärtransporte im Bahnhof Neurüdnitz. Das Ladegleis musste hierfür um 100 Meter verkürzt werden. Zum 22. April 1993 wurde das Deichgleis stillgelegt, die eigentliche Strecke zum 31. Dezember 1993. Anfang 2001 fand der Streckenabbau statt. Im Jahr 2005 entstand auf der Trasse ein asphaltierter Radweg. Die alten Bahnhofsgebäude sind an private Nutzer veräußert, teilweise sind sie restauriert. Auf polnischer Seite stellte die PKP den Personenverkehr zwischen Godków und Siekierki am 31. Juli 1991 ein. 1999 stellte die PKP den Güterverkehr ebenfalls ein. Die eingelagerten Bauteile der Pontonbrücke wurden Ende der 1990er Jahre zum Bahnhof Stargard Szczeciński Kluczewo abgefahren und 2008 zum Schrottwert verkauft.
Die Oderbrücke war spätestens nach der Einstellung des Verkehrs 1983 in der DDR beziehungsweise 1994 in Polen ungenutzt und abgesperrt. Ab 2014 war sie auf deutscher Seite zunächst regelmäßig für den Draisinenverkehr bis zur Staatsgrenze geöffnet, musste dann aber 2015 auf Betreiben der Unteren Naturschutzbehörde des Landkreises Märkisch-Oderland geschlossen werden. Unter dem Namen Europabrücke wird die Brücke heute, nach grundlegender Sanierung, als grenzüberschreitender Fahrrad- und Fußweg genutzt.  Der polnische Abschnitt wurde im Juni 2021, die deutsche Seite am 25. Juni 2022 von Brandenburgs Ministerpräsident Dietmar Woidke eröffnet. Draisinenverkehr ist nicht mehr vorgesehen.

## Verkehr

### Personenverkehr
Zwischen Wriezen und Jädickendorf pendelten anfangs täglich drei Zugpaare. Sie wurden nach Bedarf auch als Personenzug mit Güterbeförderung (PmG) mit maximal 45 Achsen gefahren. Nach der Eröffnung der Strecke Berlin–Wriezen fuhren die Züge in der Regel bis Berlin durch. In der Gegenrichtung verkehrten drei Zugpaare über Jädickendorf hinaus nach Königsberg (Neumark). Ab dem 15. Mai 1903 fuhren vier Zugpaare zwischen Berlin und Königsberg (Neumark), ab dem Sommerfahrplan 1905 kam ein weiteres Zugpaar zwischen Berlin und Jädickendorf hinzu, im Sommer 1914 waren sechs Zugpaare auf der Strecke eingelegt. In Wriezen war Lokwechsel. Anfang der 1920er Jahre fuhr ein zusätzlicher Mittagszug von Wriezen nach Zäckerick-Alt Rüdnitz, 1926 fuhren vier Zugpaare zwischen Wriezen und Neurüdnitz. Im Sommerfahrplan 1927 waren täglich vier Zugpaare zwischen Berlin und Königsberg vorgesehen, von denen der vormittags verkehrende Zug 688 nach Berlin die kleineren Unterwegsbahnhöfe ohne Halt durchfuhr. Werktags fuhr ein weiteres Zugpaar zwischen Wriezen und Königsberg. Bis 1939 stieg das Angebot auf täglich sechs Personenzugpaare an, von denen fünf von und nach Berlin verkehrten. Ende der 1930er Jahre beabsichtigte das Reichsverkehrsministerium den Einsatz von Verbrennungstriebwagen für den Zuglauf Berlin–Königsberg (Neumark). Die Reichsbahndirektion Berlin lehnte das Vorhaben mit Verweis auf die noch zu errichtende Infrastruktur, insbesondere der Tankanlagen, ab. Im Sommer 1943 waren kriegsbedingt nur sieben Züge vorgesehen, ein Zugpaar zwischen Wriezen und Königsberg verkehrte nur werktags. Ein Teil der Züge war als gemischter Zug unterwegs.
Nach der Wiedereröffnung 1957 waren anfangs zwei gemischte Zugpaare zwischen Wriezen und Neurüdnitz unterwegs. Ab 1958 fuhren täglich vier Personenzugpaare. Ein durchgehender Verkehr nach Berlin fand nicht mehr statt. Das Angebot blieb bis zur Einstellung des Personenverkehrs am 1. Februar 1982 gleich.
In den ersten Nachkriegsjahren bediente die PKP den nun polnischen Streckenabschnitt mit meist einem um die Mittagszeit verkehrenden Zugpaar. Bis zum Sommerfahrplan 1951 fuhren die Züge von und nach Chojna, ab dann nur bis Godków. Zwischen Sommer 1954 und Sommer 1962 und erneut ab dem Winterfahrplan 1970/71 weitete die PKP das Angebot auf drei Zugpaare am Tag aus. Im Winterfahrplan 1964/65 bestand kurzzeitig eine Direktverbindung zum Bahnhof Szczecin Dąbie. Ab dem Winter 1966/67 fuhr täglich ein Zug von Szczecin Główny über Godków nach Siekierki, zum Winterfahrplan 1981/82 bestand die Direktverbindung auch in der Gegenrichtung. Mit dem Winterfahrplan 1985/86 wurde die Direktverbindung nach Szczecin zugunsten eines durchgehenden Zugpaares nach Stargard aufgegeben, gleichzeitig setzte die PKP ein weiteres Zugpaar auf der Verbindung Siekierki–Godków ein. Mit fünf Zugpaaren erreichte der Streckenabschnitt im Winterfahrplan 1987/88 seine höchste Belegung in der Zeit nach dem Zweiten Weltkrieg. Nach dem Ende des Kalten Krieges reduzierte die Polnische Staatsbahn das Angebot schrittweise auf drei Zugpaare und strich auch die über Godków hinausgehenden Züge. Am 31. Juli 1991 stellte sie den Reisezugverkehr zwischen Siekierki und Godków ein. Im Jahr 2002 fand noch eine Sonderfahrt mit einem Verbrennungstriebwagen der Baureihe SN61 statt.

### Güterverkehr
Im Güterverkehr dominierten im Ausgang insbesondere land- und forstwirtschaftliche Produkte wie Vieh, Tierprodukte oder Holz. Im Eingang der Bahnhöfe befanden sich vor allem Düngemittel, Tierfutter, Kohle und Baustoffe. Insbesondere während der Rübenkampagne wurden nach Inbetriebnahme der Oderbruchbahn im Jahr 1911 Zuckerrüben nach Thöringswerder in eine der 18 Zuckerfabriken des Oderbruchs gefahren. Ferner wurden über die anschließende Wriezener Bahn insbesondere Milch und Vieh nach Berlin transportiert. Nach 1957 verkehrten die Nahgüterzüge nur bei Bedarf, vor allem während der Rübenkampagne. Zum 1. Februar 1965 stellte die Reichsbahn den Güterverkehr auf dem Abschnitt ein. Im Güterkursbuch 1966/67 gab es Hinweise auf einen grenzüberschreitenden Güterverkehr, in der folgenden Ausgabe sind die Hinweise hierzu nicht mehr zu finden. Die PKP stellte den Güterverkehr auf polnischer Seite spätestens zum Jahr 2000 ein.